# Son dernier Noël
Pour plus de détails, voir Fiche technique et Distribution.
Son dernier Noël est un film de Noël français réalisé en noir et blanc par Jacques Daniel-Norman en 1952.

## Synopsis
Angèle a six ans et, leucémique, elle est condamnée. Son entourage s'entend pour lui faire croire que c'est Noël pour qu'elle ait une dernière joie. C'est le prétexte de quelques chansons - de Noël - de Tino Rossi et des Petits Chanteurs de Saint-Laurent.

## Fiche technique
- Réalisation : Jacques Daniel-Norman assisté de Tony Saytor
- Scénario : Jacques Daniel-Norman
- Dialogues :  Guy Diamant
- Direction artistique : Robert Hubert
- Photographie : Lucien Joulin
- Son : Pierre-Henri Goumy
- Montage : Germaine Artus
- Musique : Raymond Legrand et Henri Bourtayre
- Production : Jean Lefait
- Société de production :   Paris-Monde-Production
- Directeur de production : Raymond Logeart
- Société de distribution : Mondial Films
- Pays :  France
- Langue originale : français
- Format :  Noir et blanc - 1,37:1 - 35 mm - Son mono
- Genre : Mélodrame
- Durée : 93 minutes
- Date de sortie :	
  - France : 12 décembre 1952
- Affiche : Cyril Arnstam (France)

## Distribution
- Tino Rossi : Marc Damiani
- Claude May : Lucie Vilardi
- Louis Seigner : Professeur Valensio
- Édouard Delmont : le père Gallès
- Ketty Kerviel : La Mado, entraineuse
- Charlotte Clasis : Grand-mère Fabrèze
- Suzanne Pill : Mme Valensio
- Christine Elsen : Françoise
- Catherine Mallet : une infirmière
- Charlotte Ecard : l'infirmière chef
- Laura Daryl : l'épicière
- Paul Demange : le professeur Méraud
- André Bervil : le droguiste
- Julien Maffre : Gus, le gardien de la paix
- Jacques Angelvin : le directeur de la radio
- Geno Ferny : le curé
- Gaston Rey : Antoine Fabrèze
- Georges Tabet : le père Visco, l'électricien

- Jim André : le directeur de la chaîne Espoir
- Barbero : le douanier
- Georges Bever : le régisseur
- Lucien Bouys : le boulanger
- Guy Diamant : le secrétaire de Marc
- André Ganazolli : Balance
- Robert Le Béal : le professeur étranger
- Michel Legrand : le chef d'orchestre
- Yvette Maurech : la mercière
- Guido Valentin : le professeur étranger
- Lisette Jambel

Les enfants :
- Georges Poujouly : Raphaël Fabrèze
- Marie-France : Zita, fille de Mado
- Yannik Maloire : Angèle Vilardi, la fillette malade
- Louis Lanzi : Fil souple (le fils Visco)
- Alain Maloire : Yaourt
- Michel Maloire : Farine
- Gérard Duduyer : Pétrole
- Andrée Ganazolli : Balance
- Stéphane Van Dekerkhove : Fougasse
- Les Petits Chanteurs de Saint-Laurent (filiale des Petits Chanteurs à la Croix de Bois)